# Aziz Mirza
Aziz Mirza (1947) è un regista, sceneggiatore e produttore cinematografico indiano, vincitore, insieme a Manoj Lalwani, del Filmfare Award per la miglior sceneggiatura nel 1993.

## Riconoscimenti
Filmfare Awards 1993: miglior sceneggiatura (co-sceneggiatore Manoj Lalwani) per Raju Ban Gaya Gentleman

## Filmografia

### Regista
- Circus (1989-1990)
- Raju Ban Gaya Gentleman (1992)
- Yes Boss (1997)
- Phir Bhi Dil Hai Hindustani (2000)
- Chalte Chalte (2003)
- L'amore porta fortuna (2008)

### Sceneggiatore
- Raju Ban Gaya Gentleman (1992) di Aziz Mirza
- Yes Boss (1997) di Aziz Mirza
- Chalte Chalte (2003) di Aziz Mirza

### Produttore
- Phir Bhi Dil Hai Hindustani (2000) di Aziz Mirza
- Chalte Chalte (2003) di Aziz Mirza